# Nootmuskaatrasp

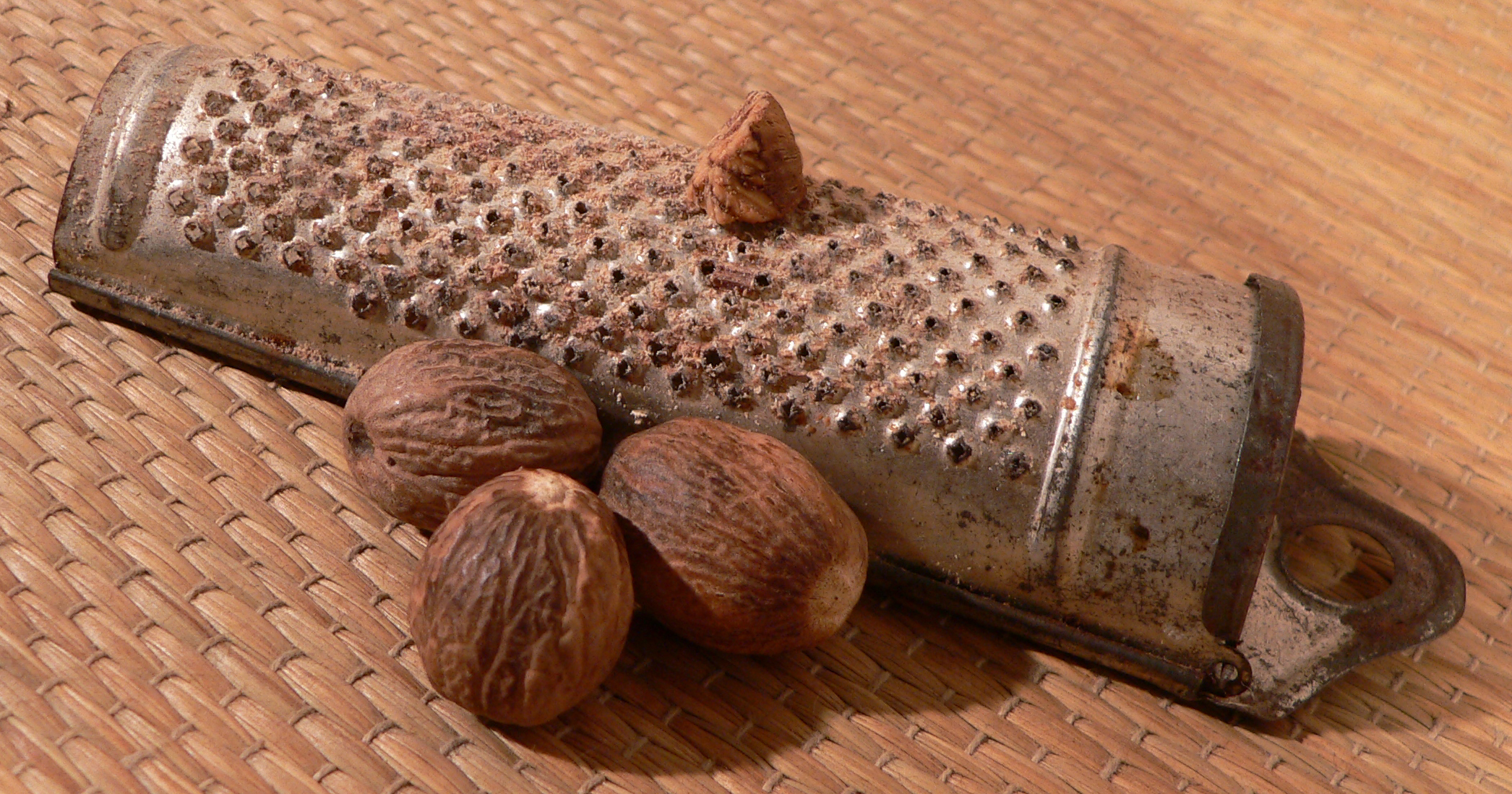
Nootmuskaatrasp met noten

Een nootmuskaatrasp is een zeer fijne rasp om nootmuskaat te raspen. De rasp is vaak halfcilindrisch (soms geheel cilindrisch) en slechts 8 tot 12 cm lang. Aan de bovenzijde heeft deze rasp vaak een klein opbergvak om de te raspen noot in op te slaan.
Er is ook gemalen nootmuskaat te koop. Dit is een zeer fijn gemalen poeder, fijner dan met een nootmuskaatrasp kan worden verkregen. Het verliest echter vrij snel geur en smaak.